# Âu (họ)
Âu (區) là một họ Trung Quốc có nguồn gốc ở tỉnh Quảng Đông. Họ này cũng có mặt ở Việt Nam do người Hoa di cư sang.
Nhiều người Việt hiện nay hay hiểu nhầm họ Âu (區) và họ Âu Dương (歐陽) là cùng một họ (do chữ Quốc ngữ chỉ biểu âm, không biểu rõ nghĩa như chữ Hán và chữ Nôm khi có thể thấy hai chữ Âu là khác nhau).

## Người Việt Nam họ Âu nổi tiếng
- Âu Bảo Ngân, ca sĩ trong chương trình The Voice Việt Nam.
- Âu Phan Hoàng, IT - HTSmart Home Huế Việt Nam.
- Âu Văn Hoàn, cầu thủ bóng đá, thành viên của câu lạc bộ bóng đá Thành phố Hồ Chí Minh, chơi ở vị trí hậu vệ.
- Âu Nguyễn Thanh Nguyên, nghệ danh Julie Thanh Nguyên ca sĩ hát nhạc Pháp tại Thành phố Hồ Chí Minh.
- Âu Thành Cát, sinh năm 1990, là diễn viên trong phim sitcom Tiệm bánh Hoàng Tử Bé, tên trong phim là Andrei
- Âu Cơ, theo truyền thuyết là tổ mẫu của người Việt
- Âu Hồng Nhung, vận động viên bóng chuyền Việt Nam

## Người Trung Quốc nổi tiếng
- Âu Dã Tử người nước Việt trong lịch sử Trung Quốc.
- Âu Bằng, nhân vật hư cấu trong tiểu thuyết Thủy hử của Thi Nại Am, là một trong 108 anh hùng Lương Sơn Bạc.